# Eric Granado

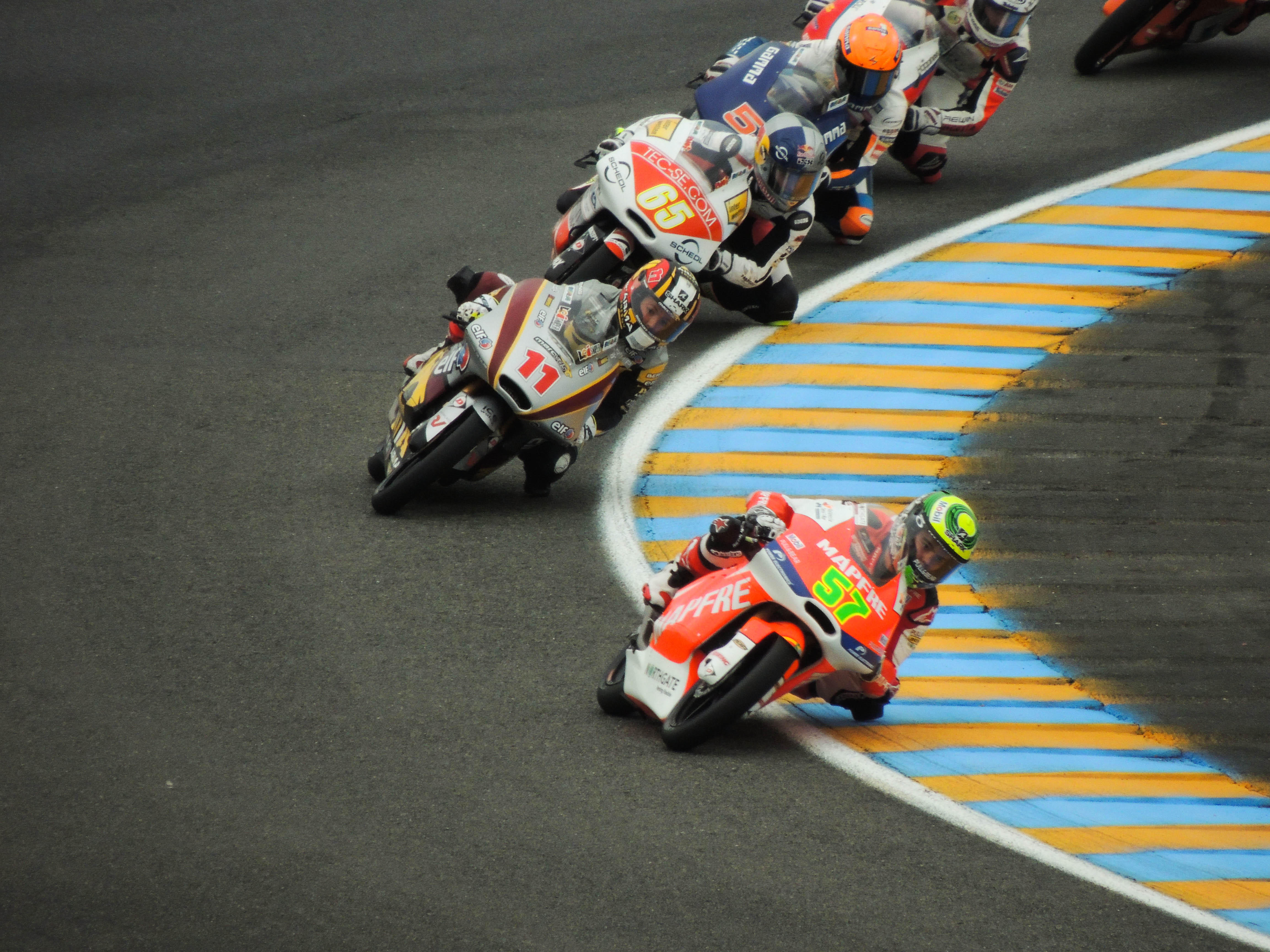
Eric Granado (nummer 57) tijdens de Grand Prix van Frankrijk 2013.

Eric Granado Santos (São Paulo, 10 juni 1996) is een Braziliaans motorcoureur.

## Carrière
Granado begon zijn motorsportcarrière in diverse Spaanse kampioenschappen, waarin hij in het landelijke 125cc-kampioenschap vijfde werd in 2011. In 2012 maakte hij zijn debuut in de Moto2-klasse van het wereldkampioenschap wegrace voor het team van JiR op een Motobi. Hij moest de eerste vijf races van het seizoen overslaan omdat hij nog niet de minimumleeftijd van zestien jaar had bereikt. Hij debuteerde uiteindelijk in de Grand Prix van Groot-Brittannië, maar hij kende een zwaar seizoen waarin een 21e plaats in Italië zijn beste klassering was. Hierdoor eindigde hij het seizoen zonder punten.
In 2013 deed Granado binnen het wereldkampioenschap wegrace een stap terug naar de Moto3-klasse, waarin hij uitkwam voor het Mapfre Aspar Team Moto3 op een Kalex KTM. Ook hier wist hij weinig tot geen indruk te maken; enkel met een negende plaats in Italië scoorde hij punten. Hij eindigde uiteindelijk op plaats 25 in het kampioenschap met 7 punten. In 2014 stapte hij over naar het Calvo Team, waar hij op een KTM reed. Opnieuw maakte hij weinig indruk en behaalde in Duitsland zijn enige puntenfinish met een veertiende plaats. Hij moest de laatste drie races van het seizoen missen vanwege een blessure die hij voorafgaand aan de Grand Prix van Australië opliep. Met slechts 2 punten eindigde hij op plaats 31 in het klassement.
In 2015 keerde Granado terug naar de Spaanse kampioenschappen, waar hij in het landelijke Moto2-kampioenschap op een Kalex voor Promoracing uitkwam. Hij behaalde twee podiumplaatsen op het Autódromo Internacional do Algarve en het Circuito de Navarra en werd met 114 punten zesde in de eindstand. In 2016 bleef hij actief voor hetzelfde team en won de seizoensopener op het Circuit Ricardo Tormo Valencia. Gedurende het seizoen stond hij nog tweemaal op het podium en werd zo vierde in het eindklassement met 129 punten. In 2017 won hij zes van de elf races in het kampioenschap en stond hij in nog drie andere races op het podium, waardoor hij met 226 punten overtuigend kampioen werd. Aan het eind van dat jaar keerde hij terug in het wereldkampioenschap Moto2 met Promoracing op een Kalex in de seizoensfinale in Valencia, waarin hij op de zeventiende plaats eindigde.
In 2018 startte Granado het seizoen in het wereldkampioenschap Moto2 bij het Forward Racing Team. Na tien races, waarin een negentiende plaats in Italië zijn beste klassering was, verliet hij puntloos het team en het kampioenschap om te rijden in het Braziliaans kampioenschap superbike.
In 2019 kwam Granado uit in de nieuwe MotoE-klasse voor elektrische motorfietsen. Hierin reed hij voor het team Avintia Esponsorama Racing. Nadat hij in de eerste vier races al twee top 10-noteringen behaalde, won hij tijdens de seizoensfinale in Valencia beide races die tijdens het weekend werden verreden. Hierdoor eindigde hij achter Matteo Ferrari en Bradley Smith als derde in het klassement met 71 punten.

## Statistieken

### Grand Prix

#### Per seizoen
| Seizoen | Klasse | Motor     | Team                       | Races | Winst | Podiums | Poles | SR | Ptn   | Pos |
| ------- | ------ | --------- | -------------------------- | ----- | ----- | ------- | ----- | -- | ----- | --- |
| 2012    | Moto2  | Motobi    | JiR Moto2                  | 11    | 0     | 0       | 0     | 0  | 0     | NC  |
| 2013    | Moto3  | Kalex KTM | Mapfre Aspar Team Moto3    | 17    | 0     | 0       | 0     | 0  | 7     | 25e |
| 2014    | Moto3  | KTM       | Calvo Team                 | 14    | 0     | 0       | 0     | 0  | 2     | 31e |
| 2017    | Moto2  | Kalex     | Promoracing                | 1     | 0     | 0       | 0     | 0  | 0     | 39e |
| 2018    | Moto2  | Suter     | Forward Racing Team        | 10    | 0     | 0       | 0     | 0  | 0     | 37e |
| 2019    | MotoE  | Energica  | Avintia Esponsorama Racing | 6     | 2     | 2       | 1     | 2  | 71    | 3e  |
| 2020    | MotoE  | Energica  | Avintia Esponsorama Racing | 7     | 1     | 1       | 1     | 2  | 53    | 7e  |
| 2021    | MotoE  | Energica  | WithU Motorsport           | 7     | 2     | 3       | 4     | 4  | 84    | 4e  |
| 2022    | MotoE  | Energica  | LCR E-Team                 | 12    | 5     | 8       | 1     | 4  | 192,5 | 2e  |
| 2023    | MotoE  | Ducati    | LCR E-Team                 | 14    | 1     | 4       | 1     | 1  | 139   | 7e  |
| 2024    | MotoE  | Ducati    | LCR E-Team                 | 16    | 0     | 4       | 2     | 0  | 112   | 10e |
| 2025*   | MotoE  | Ducati    | LCR E-Team                 | 4     | 0     | 1       | 0     | 0  | 34    | 13e |
| Totaal  | Totaal | Totaal    | Totaal                     | 117   | 11    | 23      | 10    | 13 | 694,5 |     |

#### Per klasse
| Klasse | Seizoenen             | 1e GP                 | 1e podium             | 1e winst              | Races | Winst | Podiums | Poles | SR | Ptn   | Kampioen |
| ------ | --------------------- | --------------------- | --------------------- | --------------------- | ----- | ----- | ------- | ----- | -- | ----- | -------- |
| Moto2  | 2012, 2017-2018       | Groot-Brittannië 2012 |                       |                       | 22    | 0     | 0       | 0     | 0  | 0     | 0        |
| Moto3  | 2013-2014             | Qatar 2013            |                       |                       | 31    | 0     | 0       | 0     | 0  | 9     | 0        |
| MotoE  | 2019-heden            | Duitsland 2019        | Valencia 2019 R1      | Valencia 2019 R1      | 64    | 11    | 23      | 10    | 13 | 685,5 | 0        |
| Totaal | 2012-2014, 2017-heden | 2012-2014, 2017-heden | 2012-2014, 2017-heden | 2012-2014, 2017-heden | 117   | 11    | 23      | 10    | 13 | 694,5 | 0        |

#### Races per jaar
(vetgedrukt betekent pole positie; cursief betekent snelste ronde)
| Jaar | Klasse | Motor     | 1        | 2        | 3       | 4        | 5        | 6        | 7        | 8       | 9        | 10      | 11       | 12       | 13       | 14      | 15      | 16      | 17     | 18     | 19  | Pos | Ptn   |
| ---- | ------ | --------- | -------- | -------- | ------- | -------- | -------- | -------- | -------- | ------- | -------- | ------- | -------- | -------- | -------- | ------- | ------- | ------- | ------ | ------ | --- | --- | ----- |
| 2012 | Moto2  | Motobi    | QAT      | SPA      | POR     | FRA      | CAT      | GBR 31   | NED 23   | DUI 26  | ITA 21   | INP 25  | TSJ 25   | SMR      | ARA 25   | JPN 27  | MAL DNF | AUS 25  | VAL 29 |        |     | NC  | 0     |
| 2013 | Moto3  | Kalex KTM | QAT 26   | AME 23   | SPA 19  | FRA 24   | ITA 9    | CAT 26   | NED 28   | DUI DNF | INP DNF  | TSJ 22  | GBR 29   | SMR DNF  | ARA 16   | MAL 24  | AUS 21  | JPN 19  | VAL 17 |        |     | 25  | 7     |
| 2014 | Moto3  | KTM       | QAT DNF  | AME 18   | ARG 19  | SPA DNF  | FRA DNS  | ITA 23   | CAT 23   | NED 19  | DUI 14   | INP 22  | TSJ 27   | GBR 26   | SMR 21   | ARA 17  | JPN 16  | AUS DNS | MAL    | VAL    |     | 31  | 2     |
| 2017 | Moto2  | Kalex     | QAT      | ARG      | AME     | SPA      | FRA      | ITA      | CAT      | NED     | DUI      | TSJ     | OOS      | GBR      | SMR      | ARA     | JPN     | AUS     | MAL    | VAL 17 |     | 39  | 0     |
| 2018 | Moto2  | Suter     | QAT 30   | ARG 29   | AME 22  | SPA DNF  | FRA DNF  | ITA 19   | CAT 25   | NED 24  | DUI 21   | TSJ 23  | OOS      | GBR      | SMR      | ARA     | THA     | JPN     | AUS    | MAL    | VAL | 37  | 0     |
| 2019 | MotoE  | Energica  | DUI 8    | OOS 17   | SMR1 13 | SMR2 6   | VAL1 1   | VAL2 1   |          |         |          |         |          |          |          |         |         |         |        |        |     | 3   | 71    |
| 2020 | MotoE  | Energica  | SPA 1    | AND 13   | SMR 10  | EMI1 DNF | EMI2 7   | FRA1 6   | FRA2 DNF |         |          |         |          |          |          |         |         |         |        |        |     | 7   | 53    |
| 2021 | MotoE  | Energica  | SPA 13   | FRA 1    | CAT DNF | NED 1    | OOS 2    | SMR1 DNF | SMR2 5   |         |          |         |          |          |          |         |         |         |        |        |     | 4   | 84    |
| 2022 | MotoE  | Energica  | SPA1 1   | SPA2 1   | FRA1 7  | FRA2 5   | ITA1 3   | ITA2 8   | NED1 2   | NED2 1  | OOS1 1   | OOS2 1  | SMR1 17  | SMR2 3   |          |         |         |         |        |        |     | 2   | 192,5 |
| 2023 | MotoE  | Ducati    | FRA1     | FRA2     | ITA1 6  | ITA2 1   | DUI1 DNF | DUI2 4   | NED1 6   | NED2 4  | GBR1 3   | GBR2 2  | OOS1 2   | OOS2 18  | CAT1 12  | CAT2 10 | SMR1 14 | SMR2 17 |        |        |     | 7   | 139   |
| 2024 | MotoE  | Ducati    | POR1 DNF | POR2 4   | FRA1 6  | FRA2 DNF | CAT1 2   | CAT2 DNF | ITA1 5   | ITA2 3  | NED1 DNF | NED2 12 | DUI1 DNS | DUI2 DNS | OOS1 DNF | OOS2 10 | SMR1 3  | SMR2 3  |        |        |     | 10  | 112   |
| 2025 | MotoE  | Ducati    | FRA1 DNS | FRA2 DNS | NED1 7  | NED2 7   | OOS1 3   | OOS2 DNF | HON1     | HON2    | CAT1     | CAT2    | SMR1     | SMR2     | POR1     | POR2    |         |         |        |        |     | 13* | 34*   |

* Seizoen nog bezig.